# Letland op de Olympische Winterspelen 2006
Tijdens de Olympische Winterspelen van 2006 die in Turijn werden gehouden nam Letland voor de achtste keer deel aan de Winterspelen.
De enige medaille voor Letland, de eerste die op de Winterspelen werd behaald, werd door rodelaar Mārtiņš Rubenis gewonnen. Letland eindigde daarmee op een gedeelde 26e plaats in het medailleklassement.

## Medailles
| Sport   | Naam            | Discipline | Medaille |
| ------- | --------------- | ---------- | -------- |
| Rodelen | Mārtiņš Rubenis | Mannen     | Brons    |

## Deelnemers
Aan de acht sporten waarop Letland uitkwam namen 50 mannen en negen vrouwen deel.
| Sport | Aantal | Mannen | Vrouwen                                                |
| --- | ------ | --- | ------------------------------------------------------ |
| Alpineskiën | 2      | Renārs Doršs | Ivars Ciaguns                                          |
| Biatlon | 9      | Jānis Bērziņš Ilmārs Bricis Kristaps Lībietis Edgars Piksons Raivis Zīmelis                                                                          | Anžela Brice Gerda Krūmiņa Madara Līduma Linda Savļaka |
| Bobsleeën | 10     | Mihails Arhipovs Māris Bogdanovs Intars Dīcmanis Daumants Dreiškens Gatis Gūts Jānis Miņins Mārcis Rullis Reinis Rozītis Janis Ozols Ainārs Podnieks |                                                        |
| Langlaufen | 4      | Oļegs Andrejevs Valts Eiduks Oļegs Maļuhins Intars Spalviņš                                                                                          |                                                        |
| Rodelen | 8      | Kaspars Dumpis Guntis Rēķis Mārtiņš Rubenis Andris Šics Juris Šics                                                                                   | Aiva Aparjode Anna Orlova Maija Tīruma                 |
| Shorttrack | 2      | Haralds Silovs | Evita Krievāne                                         |
| Skeleton | 1      | Martins Dukurs |                                                        |
| IJshockey | 23     | Olympisch team * |                                                        |
| * Ģirts Ankipāns / Armands Bērziņš / Igors Bondarevs / Aigars Cipruss / Mārtiņš Cipulis Artūrs Irbe / Rodrigo Laviņš / Vladimirs Mamonovs / Edgars Masaļskis / Sergejs Naumovs Aleksandrs Ņiživijs / Sandis Ozoliņš / Grigorijs Panteļejevs / Georgijs Pujacs / Miķelis Rēdlihs Arvīds Reķis / Agris Saviels / Aleksandrs Semjonovs / Kārlis Skrastiņš / Leonīds Tambijevs Atvars Tribuncovs / Herberts Vasiļjevs / Māris Ziediņš |        | |                                                        |

Albanië · Algerije · Amerikaanse Maagdeneilanden · Andorra · Argentinië · Armenië · Australië · Azerbeidzjan · België · Bermuda · Bosnië en Herzegovina · Brazilië · Bulgarije · Canada · Chili · China · Chinees Taipei · Costa Rica · Cyprus · Denemarken · Duitsland · Estland · Ethiopië · Finland · Frankrijk · Georgië · Griekenland · Groot-Brittannië · Hongarije · Hongkong · Ierland · IJsland · India · Iran · Israël · Italië · Japan · Kazachstan · Kenia · Kirgizië · Kroatië · Letland · Libanon · Liechtenstein · Litouwen · Luxemburg · Macedonië · Madagaskar · Moldavië · Monaco · Mongolië · Nederland · Nepal · Nieuw-Zeeland · Noord-Korea · Noorwegen · Oekraïne · Oezbekistan · Oostenrijk · Polen · Portugal · Roemenië · Rusland · San Marino · Senegal · Servië en Montenegro · Slovenië · Slowakije · Spanje · Tadzjikistan · Thailand · Tsjechië · Turkije · Venezuela · Verenigde Staten · Wit-Rusland · Zuid-Afrika · Zuid-Korea · Zweden · Zwitserland